# За облаками (аниме)
За облаками (яп. 雲のむこう、約束の場所 Кумо но муко:, якусоку но басё, дословно «По ту сторону облаков, обещанное место») — полнометражный анимационный фильм Макото Синкая. Это его первая полнометражная картина в жанре научно-фантастической любовной драмы, которая была создана в сотрудничестве со студией CoMix Wave Inc.
Японский релиз картины состоялся в 2004 году. В 2006 году картина была издана на DVD компанией XL Media под названием «За облаками. Обещание юности». Фильм получил награду в номинации за лучшую анимационную ленту на Mainichi Film Concours 2005 года.
Возрастные рейтинги
- Великобритания: 12
- Австралия: PG
- Сингапур: PG

## Сюжет
События картины разворачиваются в конце 1990-х годов в альтернативной современной реальности, где Советский Союз не распался и оккупировал остров Хоккайдо. США, в свою очередь, оккупирует юг страны (остров Хонсю). Хироки и Такуя, ученики старших классов из Аомори, находят разбитый самолёт вблизи границы советской и американской зон оккупации. Они решают восстановить его, чтобы добраться до башни Союза, которая находится на другом конце пролива Цугару. Самолёт они нарекают «Белла Сьелла» (ориг. Velaciela). Чтобы заработать денег на запчасти, они работают на военном заводе, который производит крылатые ракеты для армии США и которым руководит Окабэ. Однажды они рассказывают о своей затее своей подруге и однокласснице, юной девушке Саюри. Хироки и Такуя дают Саюри обещание, что в один прекрасный день возьмут её с собой и долетят на «Белла Сьелле» до таинственной Башни. И вот уже школьные годы подходят к концу, и практически всё готово для полёта, однако Саюри куда-то пропадает. Из-за этого ребята так и не достраивают самолёт. Такуя переводится в военное училище, а Хироки, у которого было взаимное романтическое отношение к Саюри с самого момента их знакомства, учится в частном колледже в Токио. Так проходят три года. Хироки постоянно снится сон, где он видит одинокую, всеми покинутую Саюри и тщетно пытается найти её. И когда Хироки уже кажется, что они больше никогда не встретятся и не смогут исполнить обещанное, ему приходит письмо от Окабе — и он находит Саюри, впавшую в летаргический сон, на грани сна и реальности. Тогда приходит время для воссоединения со своими старыми друзьями и для исполнения обещания юности.

## Персонажи
Хироки Фудзисава — молодой юноша, друг Такуи и одноклассник Саюри. Со времён знакомства с Саюри питает к ней тёплые и романтические чувства. Внезапное исчезновение Саюри стало сильным потрясением для Хироки. Из-за этого он и Такуя даже до конца не достроили самолёт. Окончив школу, Хироки поступает в частный колледж города Токио. После случившегося он становится замкнутым и одиноким, и даже не отвечает на письма Окабе. Ему часто снится сон, в котором он ищет Саюри, но так и не находит. Узнав, что Саюри находится в больнице, сразу же отправляется к ней. Вступив с ней в контакт на грани сна и реальности Хироки решает во что бы то ни стало пробудить её ото сна и вернуть к жизни. За время разлуки он даже научился играть на скрипке и выучил ту мелодию, что играла Саюри. В конце истории Хироки долетает вместе с Саюри до башни Союза на Белла Сьелле, тем самым он выполняет обещание, данное в юности, и Саюри наконец просыпается от столь долгого сна. При этом он запускает крылатую ракету и разрушает башню, таким образом уничтожая угрозу поглощения текущего мира параллельным.
Сэйю: Хидэтака Ёсиока
Такуя Сиракава — одноклассник Хироки и Саюри. Испытывает крепкие чувства к Саюри, однако чувства эти исключительно дружеские. После окончания школы устраивается в военный колледж и работает над исследованиями посвящёнными башне Союза. Когда он встречается с Хироки после трёх лет разлуки, у них происходит серьёзная ссора, так как Такуя считает, что если Саюри проснётся, то башня разрушит мир. Однако позже он решается помочь своему старому другу и всё-таки выполнить обещание данное в юности, при условии, что башня будет разрушена крылатой ракетой. Он отвозит Саюри к Хироки. Сам Такуя хорошо относится к Маки и надеется вновь с ней встретиться, когда они с Хироки закончат дела, связанные с башней.
Сэйю: Масато Хагивара
Саюри Саватари — молодая девушка, одноклассница Такуи и Хироки. Питает тёплые романтические чувства к Хироки. Часто видит странные сны, природу которых не может объяснить. Незадолго до окончания школы загадочно пропадает, не сказав ни слова своим друзьям. Попала в больницу и впала в летаргической сон, причины — неизвестны. Однако впоследствии выясняется, что конструктор таинственной башни Союза — её дед, и между этим есть какая-то связь. В больнице она успела написать письмо для Хироки и Такуи, отправила его Окабе, однако Окабе это письмо смог прислать Хироки лишь спустя три года. В своём сне Саюри находится одна в пустой вселенной, где всем телом ощущает лишь одно одиночество. Однако она смогла встретиться во сне с Хироки, которого так сильно любит. Просыпается, когда Хироки берёт её с собой в полёт на Белла Сьелле до башни Союза, тем самым выполнив обещание.
Сэйю: Юка Нанри
Окабэ — лидер подпольного фронта освобождения Японии. Глава завода по изготовлению крылатых ракет, на котором работали Хироки и Такуя. Помогает юношам строить «Белла Сьеллу». Ближе к концу окончательно уходит в повстанческую деятельность, в связи с приближением войны. Когда-то Окабэ был женат. Он является основным «двигателем» сюжета картины. Решает уничтожить башню Союза крылатой ракетой и договаривается об этом с Хироки и Такуей. Впрочем ребята хотят этого и сами, чтобы спасти Саюри и окружающий мир.
Сэйю: Унсё Исидзука

### Второстепенные
Профессор Томидзава — начальник исследовательской группы военного колледжа, которая занимается изучением башни Союза. Старый друг Окабэ.
Сэйю: Кадзухико Иноуэ
Маки Касахара — коллега Такуи, специализируется на исследованиях активностей головного мозга. Питает тёплые и романтические чувства к Такуе.
Сэйю: Риса Мидзуно

## Пилотный ролик

Кадр из пилотного ролика. Не присутствует в фильме.

В пилотном ролике присутствуют сцены, не вошедшие в финальный монтаж. Саюри называет главного героя по фамилии — Фудзисава-кун, вместо Хироки, а сцена ссоры между Хироки и Такуей происходит в заброшенной школе, а не в ангаре, как в финальном монтаже.

## Отсылки к предыдущим произведениям
В произведении присутствует кот, это отсылка к работе режиссёра «Она и её кот». Также в картине присутствуют проходящие нитью через все произведения Синкая чайники. В пилотном ролике можно встретить мобильный телефон, который Саюри держит в руках, что может служить отсылкой к предыдущей работе Синкая — короткометражному фильму «Голос далёкой звезды».

## Саундтрек
Музыкальное сопровождение к фильму «За облаками» написал Тэммон, композитор, а также друг Синкая. Ранее Тэммон работал с Синкаем и в предыдущих его работах: «Она и её кот», «Голос далекой звезды».
| №  | Название композиции |
| -- | --- |
| 01 | メインテーマ / Main Theme |
| 02 | 日常 / Nichijou (Daily) |
| 03 | 駅 / Eki (Station) |
| 04 | サユリ / Sayuri |
| 05 | 二人の計画 / Futari no Keikaku (Plan of the Two)                                                                                              |
| 06 | もう一つの夢 / Mou Hitotsu no Yume (One More Dream)                                                                                           |
| 07 | 希望と憧れ / Kibou to Akogare (Hope and Aspiration)                                                                                           |
| 08 | 遠い約束 / Tooi Yakusoku (Distant Promise) |
| 09 | サユリの旋律 / Sayuri no Senritsu (Sayuri’s Melody)                                                                                           |
| 10 | 兆候 / Choukou (Omen) |
| 11 | 無垢 / Muku (Purity) |
| 12 | 夏の終わり / Natsu no Owari (The End of Summer)                                                                                               |
| 13 | 探求 / Tankyuu (Quest) |
| 14 | 世界の見る夢 / Sekai no Miru Yume (Dream of the World)                                                                                        |
| 15 | 誰もいない場所 / Dare mo Inai Basho (Deserted Place)                                                                                          |
| 16 | 孤独 / Kodoku (Solitude) |
| 17 | 襲撃～眠り姫 / Shuugeki ~ Nemuri Hime (Attack ~ Sleeping Princess)                                                                            |
| 18 | ひとときの再会 / Hitotoki no Saikai (A Time of Reunion)                                                                                       |
| 19 | 永遠の夏 / Eien no Natsu (Eternal Summer) |
| 20 | 二人の葛藤 / Futari no Kattou (Conflict of the Two)                                                                                           |
| 21 | サユリの世界 / Sayuri no Sekai (Sayuri’s World)                                                                                               |
| 22 | タクヤの決意 / Takuya no Ketsui (Takuya’s Determination)                                                                                      |
| 23 | ヒロキの旋律 / Hiroki no Senritsu (Hiroki’s Melody)                                                                                           |
| 24 | 開戦～ヴェラシーラ / Kaisen ~ Velaciela (The Battle Begins ~ Velaciela)                                                                       |
| 25 | 雲のむこう、約束の場所 / Kumo no Mukou, Yakusoku no Basho (Beyond the Clouds, the Promised Place)                                             |
| 26 | きみのこえ / Kimi no Koe (Your Voice) |
| 27 | パイロット版「雲のむこう、約束の場所」 / Pilot-ban 'Kumo no Mukou, Yakusoku no Basho' (Pilot Edition 'Beyond the Clouds, the Promised Place') |

### Музыкальная тема
Основная тема
Main Theme (яп. メインテーマ)
- Композитор: Тэммон

Эндинг
Your voice (яп. きみのこえ Kimi no koe)
- Исполнитель: Ай Кавасима
- Текст: Макото Синкай
- Композитор: Тэммон